# Victorinus Pingel

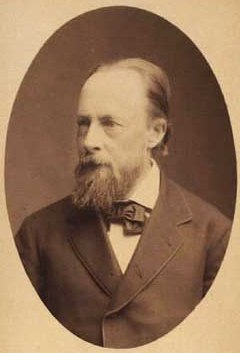
Victorinus Pingel

Johan Victorinus Pingel, född 25 februari 1834 i Köpenhamn, död där 18 maj 1919, var en dansk filolog, geolog och politiker, son till Christian Pingel.
Pingel blev student 1850 och avlade filologisk-historisk ämbetsexamen 1858. Han ägnade sig emellertid även åt naturvetenskapliga studier, särskilt geologi. Han blev 1864 filosofie doktor i filologi på avhandlingen De gigantibus, 1871 lärare och 1882 överlärare vid Metropolitanskolan i Köpenhamn. Han visade i denna egenskap utmärkt duglighet, men erhöll 1883 avsked på grund av sin utpräglade politiska opposition.
Han var 1882 Studentersamfundets förste ordförande, var 1883 en bland stiftarna av Köpenhamns liberala valmansförening och länge styrelseledamot där samt 1884-92 medlem av Folketinget. Ursprungligen hyllade han en mycket radikal politisk åskådning och stod Viggo Hørup nära, men sedermera (från 1890) anslöt han sig till den förhandlande vänstern under Frederik Bojsens ledning. Hans viktigaste insats på politikens område var sannolikt inrättandet 1888 av Danmarks geologiske undersøgelse, vars ledning han själv, tillsammans med Frederik Johnstrup, tillhörde under några år. År 1892 lämnade han det politiska livet. Om sin politiska verksamhet författade han Et politisk tilbageblik (1891).